# Pelang Lor
Pelang Lor is een bestuurslaag in het regentschap Ngawi van de provincie Oost-Java, Indonesië. Pelang Lor telt 4107 inwoners (volkstelling 2010).